# Asociación Fútbol Club Euro Kickers
L'Asociación Fútbol Club Euro Kickers, normalment anomenat A.F.C. Euro Kickers, fou un club de futbol panameny de la ciutat de la Ciutat de Panamà.

## Història
El club va ser fundat l'any 1984 pel neerlandès Jan Bernard Domburg. Fou un dels sis clubs fundadors de l'ANAPROF. Fou campió panameny l'any 1993 però la temporada 2000-01 baixà a Primera A abans de deixar d'existir l'any 2002. El seu jugador més destacat fou José Ardines, qui marcà més de 120 gols i fou màxim golejador sis temporades consecutives de 1990 a 1996.

## Palmarès
- Lliga panamenya de futbol: 1
  - 1993

## Futbolistes destacats
- Felipe Baloy
- Ricardo Phillips
- José Ardines
- Orlando Muñoz
- Neftali Diaz